# Aldercar and Langley Mill
Aldercar and Langley Mill är en civil parish i Storbritannien.   Den ligger i distriktet Amber Valley i grevskapet Derbyshire i riksdelen England, i den södra delen av landet, 190 km norr om huvudstaden London.